# Яхенау
Яхенау (нім. Jachenau) — громада в Німеччині, розташована в землі Баварія. Підпорядковується адміністративному округу Верхня Баварія. Входить до складу району Бад-Тельц-Вольфратсгаузен.
Площа — 128,63 км2. Населення становить 839 ос. (станом на 31 грудня 2020).